# Adelantado mayor de Galicia
El adelantado mayor de Galicia o adelantado mayor del reino de Galicia era un oficial al servicio de la Corona de Castilla que tenía encomendadas algunas competencias judiciales y militares en el reino de Galicia.

## Historia

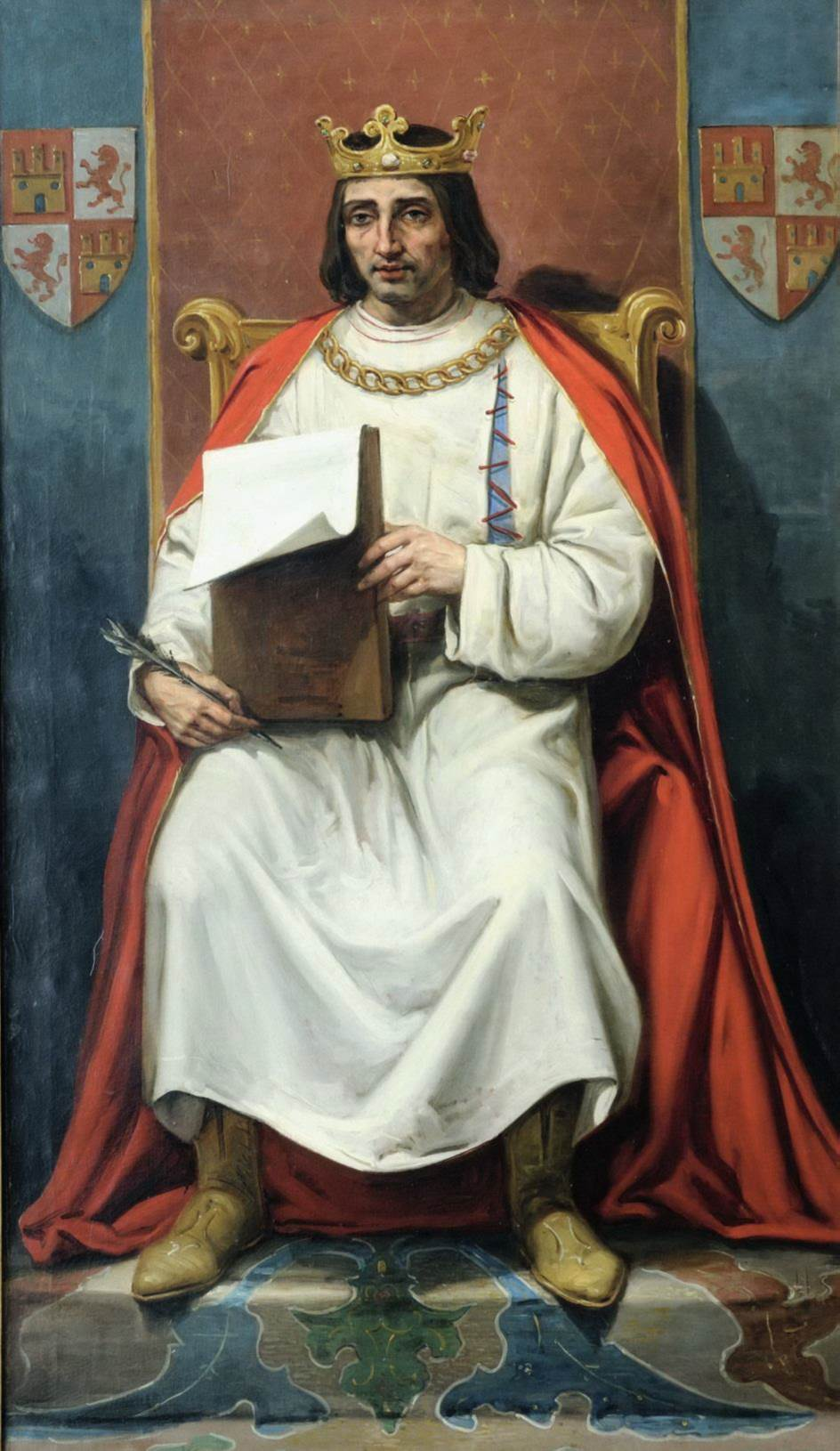
Retrato imaginario de Alfonso X de Castilla. José María Rodríguez de Losada. (Ayuntamiento de León).

Lamingueiro Fernández señaló que ya desde los siglos X y XI los monarcas leoneses intentaron hacer que su presencia fuera efectiva en todos los lugares de su jurisdicción, por lo que se vieron obligados a llevar a cabo una política particular en cada uno de ellos, y de ese modo aparecieron las merindades mayores y menores, las tenencias, los alfoces y posteriormente, a mediados del siglo XIII, los adelantamientos.
En el reinado de Fernando III de Castilla ya estaban plenamente definidas las jurisdicciones de los merinos mayores y menores, y Lamingueiro Fernández señaló que los primeros eran oficiales de la Corona de alto rango, con extensas competencias jurídico administrativas, y con poderes recibidos directamente del rey. Y fue también el rey Fernando III quien designó merinos mayores para el reino de Castilla y posteriormente para los de León, Galicia y Murcia.
A la muerte de Fernando III, su hijo y heredero, Alfonso X de Castilla, mantuvo la misma división administrativa que había existido en el reinado de su padre y de ese modo todos sus territorios continuaron divididos en cuatro merindades mayores, aunque en 1253 se creó el adelantamiento mayor de la frontera para los territorios limítrofes con el reino nazarí de Granada. Sin embargo, en 1258 los merinos mayores de León, Castilla y Murcia fueron reemplazados por adelantados mayores, y en 1263 Alfonso X también nombró un adelantado mayor de Galicia para reemplazar al merino mayor de ese territorio. Pero en realidad, como señalan algunos autores, durante los siguientes reinados continuaron existiendo merinos mayores en Galicia y también adelantados mayores, y no es sencillo distinguir cuáles fueron las competencias de uno y otro cargo, aunque Lamingueiro Fernández señaló que el adelantado mayor era generalmente el encargado de legislar y el merino mayor era el ejecutor «administrativo» de las disposiciones sancionadas por el anterior.
Además, el célebre escritor y magnate Don Juan Manuel, que era nieto del rey Fernando III de Castilla y llegaría a ser adelantado mayor del reino de Murcia y adelantado mayor de la frontera de Andalucía, llegó a afirmar en su Libro de los estados y por medio de su padre, el infante Manuel de Castilla, que:

Señor infante, todo esto que vos yo digo en razón de los Adelantados, debedes entender eso mismo de los Merinos, ca eso mismo es lo uno lo al, et non ha otro departimiento, sinón que en algunas tierras llaman Adelantados et en otra Merinos...

## Adelantados y merinos mayores de Galicia

### Reinado de Fernando III de Castilla (1217-1252)

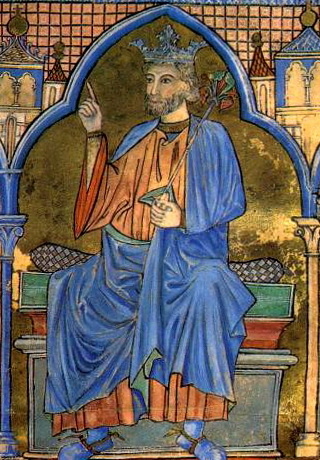
Miniatura medieval que representa a Fernando III de Castilla. Tumbo A de la catedral de Santiago de Compostela.

- (1239) Munione. Fue merino mayor de Galicia.[2]
- (1241) Ruderico Gomecii. Fue merino mayor de Galicia.[2]

### Reinado de Alfonso X de Castilla (1252-1284)
- (1254) Rodrigo Suériz. Fue merino mayor de Galicia.[2]
- (1260) Andrés Fernández de Castro. Fue hijo de Fernando Gutiérrez de Castro y de Emilia Íñiguez de Mendoza,[4] y contrajo matrimonio con Mencía Rodríguez Girón, hija de Rodrigo González Girón. Fue señor de Lemos y Sarria, pertiguero mayor de Santiago y adelantado mayor de Galicia.[5]
- (1265[2] y 1271)[6] Esteban Fernández de Castro. Fue hermano del anterior, y estuvo casado con Aldonza Rodríguez de León, hija de Rodrigo Alfonso de León y nieta del rey Alfonso IX de León.[6] Fue también pertiguero mayor de Santiago y merino y adelantado mayor de Galicia.[7]
- (1279) Esteban Núñez.[2]

### Reinado de Fernando IV de Castilla (1295-1312)
- (1297) Juan Fernández Cabellos de Oro.[2] Fue hijo ilegítimo del deán Fernando Alfonso de León y nieto del rey Alfonso IX de León, y fue adelantado mayor de la frontera de Andalucía, merino mayor y adelantado mayor de Galicia, y mayordomo mayor del rey Sancho IV de Castilla.[8]
- (1304-1306) Felipe de Castilla, infante de Castilla e hijo de Sancho IV y de la reina María de Molina.[9] Fue señor de Cabrera y Ribera, de Lemos y Sarria, adelantado y merino mayor de Galicia, pertiguero mayor de Santiago, comendero de la iglesia de Lugo y mayordomo mayor del rey Alfonso XI de Castilla.[10]
- Pai Gómez. Hay constancia de que este individuo fue adelantado mayor de Galicia tras el infante Felipe de Castilla, hermano del rey Fernando IV de Castilla, pero se desconoce en qué año.[9]
- (1311) Alfonso Suárez de Deza.[9]
- (1311) Pedro Ponce de León. Era bisnieto del rey Alfonso IX de Léon, y fue señor de Cangas, Tineo y de la Puebla de Asturias,[11] mayordomo mayor del rey Fernando IV de Castilla, y adelantado mayor de la frontera de Andalucía[12] y de Galicia.[13] Y aparece ocupando este último cargo en los documentos de la época desde finales de enero de 1311[14] hasta finales de mayo de ese mismo año.[15][16][a]

### Reinado de Alfonso XI de Castilla (1312-1350)
- (1321) Álvar Rodríguez Osorio. Fue adelantado mayor de Galicia.[9]
- (1328) García Rodríguez de Valcárcel. Fue adelantado mayor de Galicia en 1328, y hay constancia de que en 1327 fue merino en ese territorio.[9]
- (1338) Álvar Rodríguez da Rocha. Fue merino mayor de Galicia.[2]
- Álvar García de Albornoz. Hay constancia de que fue merino mayor de Galicia durante el reinado de Alfonso XI de Castilla, pero se desconoce en qué fecha.[17]

### Reinado de Pedro I de Castilla (1350-1369)

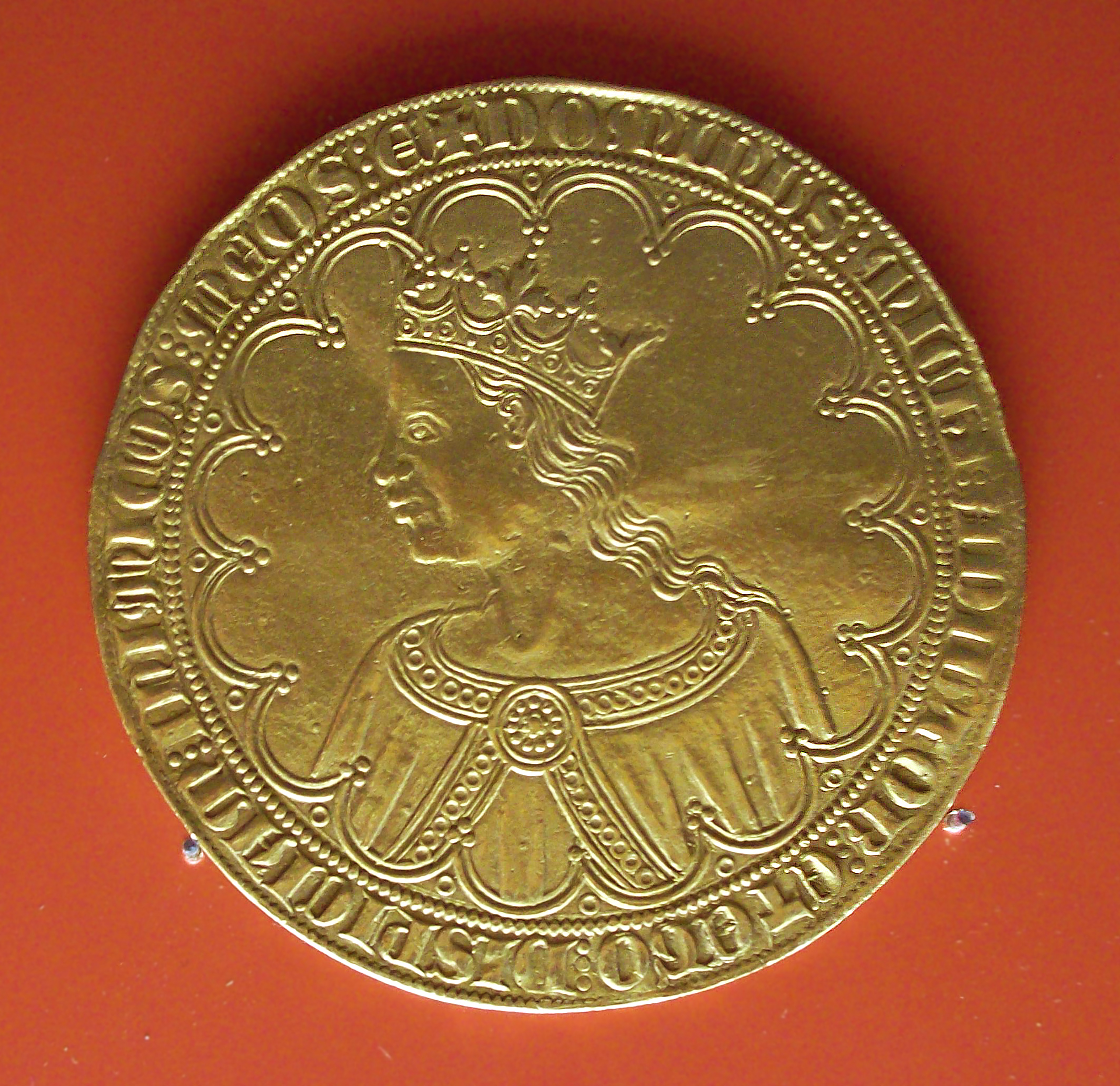
Gran dobla o dobla de a diez de Pedro I de Castilla, hijo y sucesor de Alfonso XI, acuñada en Sevilla en 1360. (M.A.N., Madrid).

- (1351) Gutierre Fernández. En marzo de 1351 era merino mayor de Galicia.[17][18]
- (1351) Pedro Núñez de Guzmán.[2] Fue señor de Aviados, tenente de las torres de León, adelantado mayor y merino mayor de León y Asturias y adelantado mayor de Galicia.[19]
- (1352) Suero Yáñez de Parada. Era merino mayor de Galicia en marzo de 1352.[2]
- (1352-1354) García Fernández de Toledo. Fue merino mayor de Galicia y señor de Abanillas.[20]
- (1354-1358) Andrés Sánchez de Gres.[21]
- (1359) Pedro Fernández de Velasco. En agosto de 1359 era merino mayor de Galicia,[21] y fue el progenitor de los condestables de Castilla de la familia Velasco.[22]
- (1359) Diego Pérez Sarmiento. Era merino mayor de Galicia en septiembre de 1359,[21] y fue señor de La Bureba, Villamayor de los Montes, Salvadores, Villalba de Losa, Castrojeriz y Castañeda,[23] y además fue adelantado mayor de Castilla[24] y de Galicia,[25] canciller mayor de la Orden de la Banda,[26] y divisero mayor de Castilla.[23]
- (1360-1362) Gómez Fernández de Soria. Fue alcalde del rey y merino mayor de Asturias.[21]
- (1363-1365) Rodrigo Alfonso de Mansilla. A principios de 1363 era merino mayor de Galicia, y ese mismo año pasó a ser, simultáneamente, adelantado mayor y merino mayor de León, Galicia y Asturias.[27][28]
- (1366-1368) Fernán Ruiz de Castro. Fue señor de la Casa de Castro, conde de Trastámara, Lemos y Sarria, alférez del rey Pedro I de Castilla, pertiguero mayor de Santiago y adelantado mayor, simultáneamente, de León, Asturias y Galicia.[28] Y hay constancia de que en 1367, mientras era adelantado mayor de Galicia, Suero Yáñez de Parada era merino mayor de Asturias.[29]

### Reinado de Enrique II de Castilla (1369-1379)

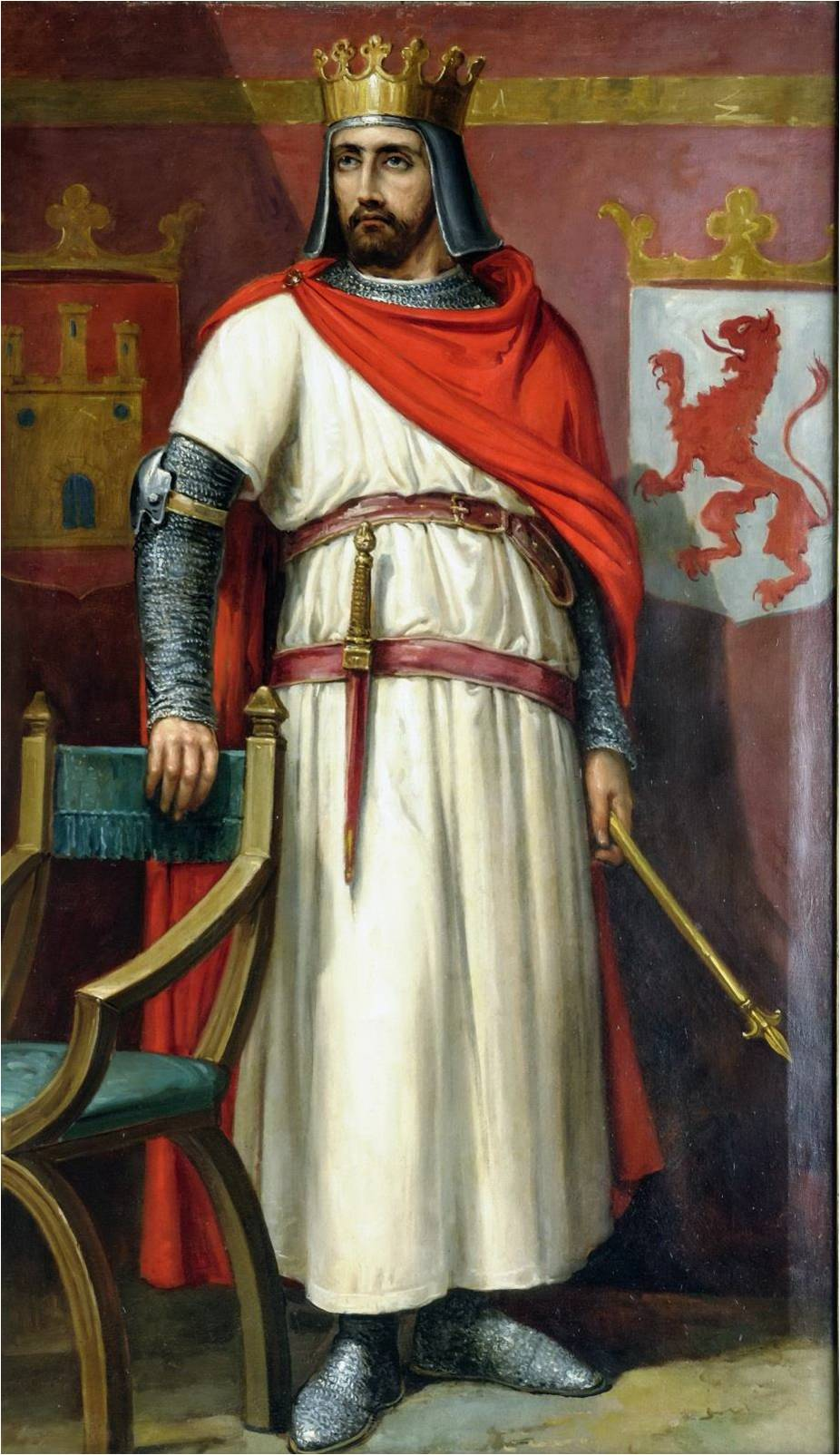
Retrato imaginario de Enrique II de Castilla. José María Rodríguez de Losada. (Ayuntamiento de León).

- (1372-1379) Pedro Ruiz Sarmiento.[23] Fue hijo de Diego Pérez Sarmiento y de María de Velasco.[30] Fue señor de Ribadavia, Sobroso, Val de Achas, Petán, Parada y Deva, y dueño de los castillos de Xuvencos, Roucos y Penacorneira. Y también fue mariscal de Castilla y adelantado mayor de Galicia.[31]

### Reinado de Juan I de Castilla (1379-1390)
- (1379-1382) Pedro Ruiz Sarmiento.[32]
- (1382) Pedro Suárez.[32]
- Diego Gómez Sarmiento. Fue adelantado mayor de Galicia tras Pero Suárez, aunque se desconoce la fecha exacta en que ejerció ese cargo.[32] Fue hermano de Pedro Ruiz Sarmiento, y contrajo matrimonio con Leonor Enríquez de Castilla, que era hija ilegítima de Fadrique Alfonso de Castilla, maestre de la Orden de Santiago, y nieta del rey Alfonso XI de Castilla.[33][34] Fue alguacil mayor y mariscal en la casa del infante Enrique de Castilla,[35] mariscal de Castilla,[24][36] justicia mayor de la Casa del rey,[37][38] repostero mayor del rey Juan I de Castilla[24] adelantado mayor de Castilla y de Galicia,[32] y portero mayor del rey.[39]